# 龙贝拜湖
龙贝拜湖（印尼语：Danau Rombebai）是印度尼西亚巴布亚的一个湖泊，位于曼伯拉莫河的入海口河漫滩处。是巴布亚省的最大湖，湖泊面积137.49平方公里，北距太平洋20公里。